# Chobi (gmina)
Gmina Chobi (gruz. ხობის მუნიციპალიტეტი) – jednostka administracyjna należąca do Megrelii-Górnej Swanetii w Gruzji. Siedzibą gminy jest miasto Chobi. 

## Położenie
Gmina położona jest we wschodniej części regionu Megrelia-Górna Swanetia, a jednocześnie we wschodniej części Gruzji. 

## Ludność
Na podstawie danych statystycznych z 2024 roku gminę Chobi zamieszkiwało 25 600 osób. 